# Bumsestilen
Bumsestilen er en dansk rap-gruppe fra Esbjerg. Gruppen vandt i 1999 DM i rap. Medlemmerne i gruppen er Thomas T (rapper), Swab (producer/DJ) & Flex (sang). Tidligere medlemmer er bl.a. Busse (rapper) og Esben (producer). "Bumsestilen" har udgivet to anmelderroste albums og har derudover bl.a. været udvalgt til ugens artist af MTV.

Live spiller de med et band bestående af fire medlemmer og har altid deres egen lydmand Minik med. De har bl.a. gjort god profil til musikshowcasen Live Camp, hvor de blev tilbudt spillejobs på bl.a. Smukfest og Nibe Festival. Har ligeledes spillet to gange til Spot Festival.

De har udgivet tre officielle musikvideoer, hvoraf en er en kortfilm instrueret af den dansk/afrikanske model Linda Tatiane, og en enkelt livevideo filmet på Tobakken i Esbjerg.

## Udgivelser
- (1998) – "Bumsestilen (Demo)"
- (2005) – "Naturligvis"
- (2010) – "Ude af trit med flokken del 1"
- (2010) – "Mens vi venter..."
- (2011) – "Skridt for skridt remix"
- (2011) – "Ude af trit med flokken del 2"
- (2011)- "Ude af trit med flokken CD-version"

## Har medvirket på
- (1997) "DM i Rap '97"
- (1998) "Mester Jacob & MC Keas – Rene Ord For Pengene"
- (1999) "DM i Rap '99"
- (2002) "Den Nye Skole"
- (2003) Swab – "Half 'n' Half"
- (2008) "Et Glimt Af Fremtiden"
- (2008) "Klaes – Dedikeret"
- (2009) "Spytbakken 2"
- (2010) "Spytbakken 4"
- (2010) "Niels Spohr – På kanten af alting"
- (2011) "Mejeriet – Spildt Mælk"
- (2012) "SPOL OP for Sorte Får Cypher #9"
- (2013) "Gråzone - Gråzone EP"
- (2013) "Supardejen - King Kong"